# Jason Newsted
Jason Curtis Newsted (Battle Creek, Michigan, SAD, 4. ožujka 1963.) američki je basist, najpoznatiji po tome što je više od 14 godina svirao bas-gitaru u thrash metal sastavu Metallica. Nakon odlaska iz Metallice, svirao je Echobrainu, kanadskoj thrash metal skupini Voivodu te s Ozzyjem Osbourneom.

## Životopis

### Flotsam & Jetsam
Newsted je bio jedan od osnivača tog sastava, te je svirao na njihovom prom albumu, Doomsday for the Deceiver. Međutim, ubrzo je napustio sastav i pridružio se Metallici, zamjenjujući preminulog Cliffa Burtona.

### Metallica
Newsted se je pridružio Metallici krajem 1986., na preporuku Briana Slagela, nakon što je Metallica odbila mnogo drugih basista. Nedugo nakon debija, ostali članovi Metallice počeli su nesmiljeno šikanirati Newsteda, jer se nisu bili pomirili s Burtonovom smrću. Uvijek kada bi im Burton nedostajao, Newstedu bi se dogodilo nešto loše. To šikaniranje trajalo je dugo godina.
Prvi EP na kojem je svirao Newsted bio je The $5.98 E.P.: Garage Days Re-Revisited, dok je prvi LP bio ...And Justice for All, koji je bio vrlo loše produciran. Između ostalog, Newstedov bas se uopće nije čuo. Dok je Newsted tvrdio da je to nastavak šikaniranja, James Hetfield i Lars Ulrich su tvrdili da su i sami razočarani produkcijom.
Newsted je svirao i na sljedeća tri studijska albuma Metallice, Metallica, Load i ReLoad. Nije mnogo skladao, uglavnom je slijedio ostale. Jedina njegova pjesma je My Friend of Mysery s Metallice, a sudjelovao je i u pisanju pjesama Blackened i Where the Wild Things Are.
U siječnju 2001., dok se je Metallica pripremala za odlazak u studio za snimanje albuma St. Anger, Newsted je izjavio da je napustio sastav, zbog "privatnih i osobnih razloga te psihičke štete koju sam si nanio tijekom godina svirajući glazbu koju volim". Kasnije je izjavio da nikada nije požalio odlazak. Naslijedio ga je Robert Trujillo. Newsted je u Metallici svirao više od 14 godina.
Dana 4. travnja 2009. Newsted je zajedno s ostalim članovima Metallice primljen u Rock and Roll kuću slavnih u Clevelandu. Tada su svi zajedno odsvirali pjesme Master of Puppets, Enter Sandman i Train Kept a Rollin.

### Nakon Metallice
Newsted se pridružio sastavu Voivod 2002., pod nadimakom Jasonic. S njima je snimio 3 albuma, ali na zadnjem je snimao samo u studiu, i nije im se pridružio na turnejama. 
Također je 2002. nakratko svirao s Ozzyem Osbourneom, koji ga je prozvao "mladim Geezerom Butlerom". Najavljivali su snimanje zajedničkog albuma, ali to se nikada nije dogodilo.
| Prethodnik:  | Metallica Basist kraj 1986. - siječanj 2001. | Nasljednik:     |
| Cliff Burton | Metallica Basist kraj 1986. - siječanj 2001. | Robert Trujillo |